# Zaślaz pospolity
Zaślaz pospolity, zaślaz włóknisty (Abutilon theophrasti Medik.) – roślina jednoroczna z rodziny ślazowatych (Malvaceae). Pochodzi z północnych Chin. Zasięgiem obejmuje obszar od Europy Południowej na zachodzie, po Tybet na wschodzie. Zawleczony został do Afryki Północnej, Ameryki Północnej i Australii. W Polsce do niedawna klasyfikowany był jako efemerofit, obecnie (2012) uznawany jest za gatunek lokalnie zadomowiony (kenofit).

## Morfologia

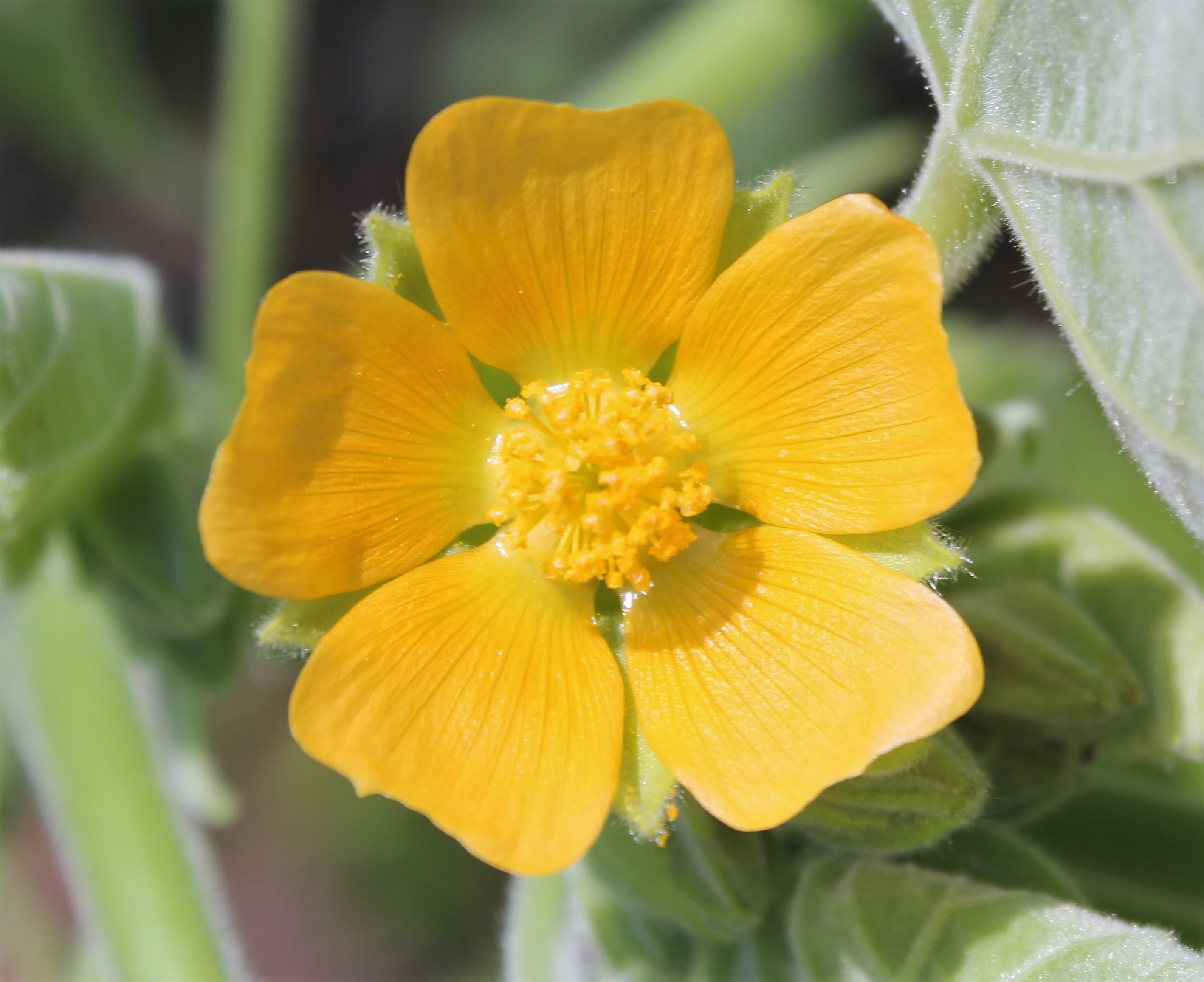
Kwiat

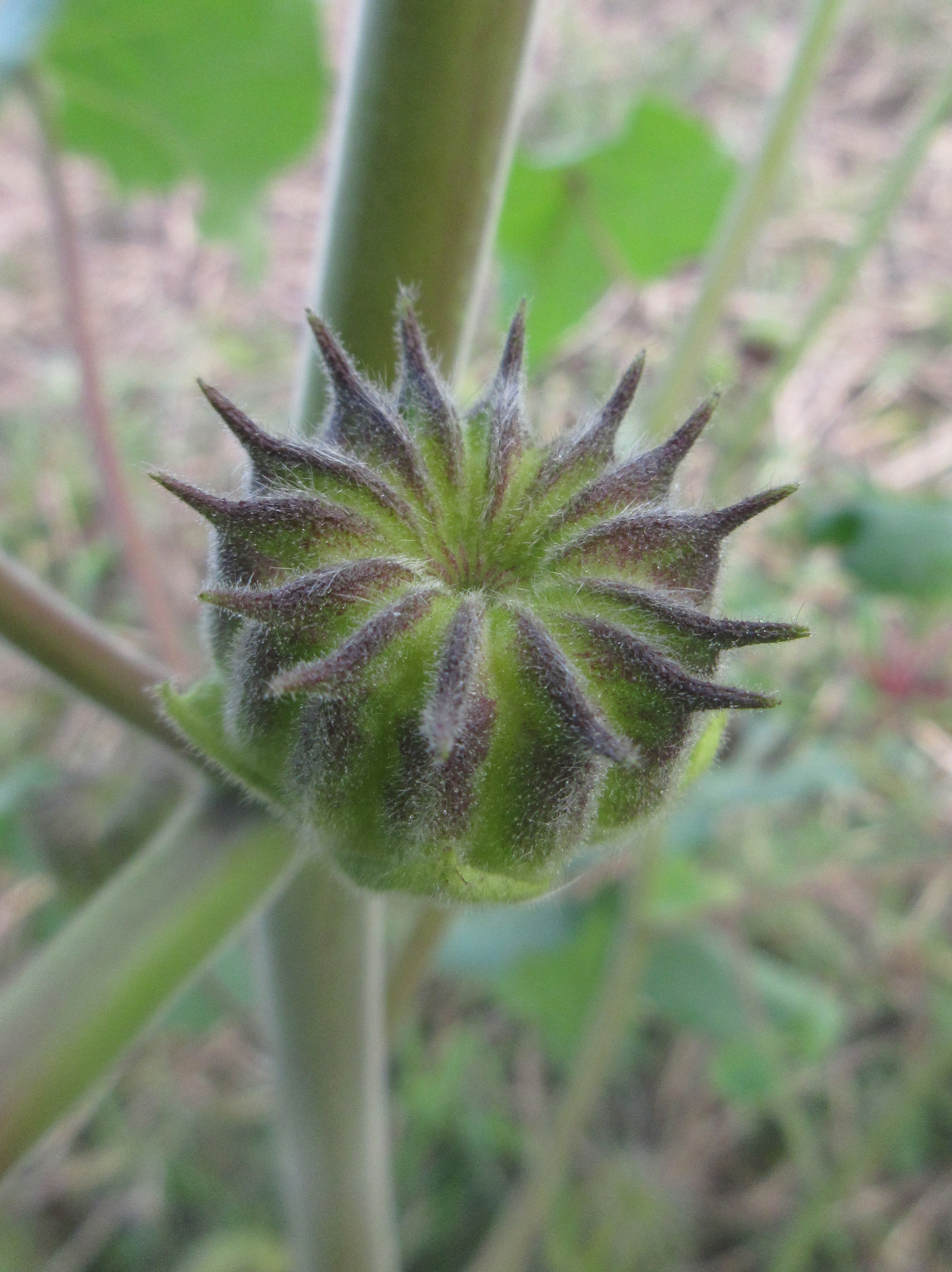
Owoc

PokrójDorasta do 150 cm wysokości. Pędy tworzy proste, wzniesione.
LiścieDuże, okrągławosercowate z zaostrzonymi końcami i karbowonapiłkowanym brzegiem. Pokryte są drobnymi włoskami, które nadają im aksamitny połysk.
KwiatyDekoracyjne, żółte z wycięciem w górnej części, osadzone na długich szypułkach, pojedynczo lub po kilka sztuk w kątach liści w wierzchołkowej części pędu. Kielich kubkowaty i pięciowrębny. Korona kwiatu do 2 cm średnicy, pięciopłatkowa. Pręciki liczne, słupek wielokrotny.
OwocRozłupnia (wielokomorowa torebka) rozpadająca się na 10-15 mniejszych rozłupek.

## Biologia i ekologia
Uciążliwy chwast ruderalny i segetalny, występujący głównie na plantacjach roślin uprawianych w szerokich rzędach takich, jak kukurydza zwyczajna, burak cukrowy czy soja warzywna, a w mniejszym stopniu również bawełna, orzacha podziemna, fasola.

## Zastosowanie
- Roślina lecznicza:
  - Surowiec zielarski: korzeń.
  - Działanie i zastosowanie: Wywar z korzenia stosowany jest przez medycynę ludową chińską jako środek wzmacniający, napotny, przeciwbiegunkowy i przeciwkaszlowy[6].

- Roślina przemysłowa, dostarcza grubego, łykowatego włókna używanego do wyrobu powroźniczych lin, worków. Pozostałość po wyrobie jest wykorzystywana w przemyśle papierniczym. Nasiono zawiera do ok. 20% oleju, który wykorzystywany jest do celów technicznych w przemyśle technicznym, spożywczym a nawet farmaceutycznym.